# Ageusi
Ageusi (grekiska: a - nekande och geusis - "smak") är oförmåga att känna någon smak.
Total ageusi är ovanligt jämfört med reducerad förmåga att känna smaker - hypogeusi (grekiska hypo - "under"), eller förändringar av smakuppfattningen - dysgeusi (grekiska dys - "miss-", "svår-", "olycks-").
En orsak till ageusi kan vara skador på de nerver som förmedlar smak från tungan till hjärnan.
Reducering eller förändringar av smakupplevelsen kan orsakas av hypotyreos, zinkbrist, brist på niacin (vitamin B3) eller av mediciner mot högt blodtryck eller ångest såsom litium.